# NGC 4089
NGC 4089是一个位于后发座的椭圆星系，距离地球3.4亿光年，1864年5月4日由海因里希·路易·达雷，属于NGC 4065星系群，有一个活动星系核。